# Infraestructura de datos espaciales
Una Infraestructura de Datos Espaciales (IDE) integra datos, metadatos, servicios web (WMS, WFS, WCS...) e información de tipo geográfico para promover su uso.

Una IDE es el conjunto de tecnologías, políticas, estándares y recursos humanos para adquirir, procesar, almacenar, distribuir y mejorar la difusión de la información geográfica. Al igual que las carreteras y autopistas facilitan el transporte de vehículos, las IDE facilitan el transporte de información geoespacial. Las IDE promueven el desarrollo social, económico y ambiental del territorio.

Esquema explicativo de una IDE